# Robert Holmes (futbolista)
Robert Holmes (23 de junio de 1867-17 de noviembre de 1955) fue un futbolista inglés, que jugó para el Preston North End.

## Carrera profesional
Holmes fue el superviviente más antiguo del equipo de Preston North End conocido como los Invencibles cuando murió a los 88 años en noviembre de 1955. Su primer club fue el Preston Olympic de 1883. No hay un registro claro de cuándo firmó por Preston North End. La temporada 1887-88 fue cuando saltó a la fama. Jugó medio lateral en la final de la FA Cup de 1888 que se jugó el 24 de marzo de 1888 en el Kennington Oval contra el West Bromwich Albion en el que el Preston North End perdió 2-1. Al mes siguiente, Holmes hizo su debut internacional con Inglaterra, el 7 de abril de 1888 contra Irlanda. Inglaterra ganó 5-1 en el Ulster Cricket Ground.
Holmes hizo su debut en la Liga el 8 de septiembre de 1888 como lateral del Preston North End contra el Burnley en el campo Deepdale, en aquel encuentro el Preston ganó 5-2. Cuando jugó como lateral contra el Burnley el 8 de septiembre de 1888 tenía 21 años y 77 días; lo que lo convirtió, en el jugador más joven de dicho club. Holmes jugó todos los 22 partidos del campeonato de la liga y jugó en una línea de defensa que logró 13 hojas limpias y restringió a la oposición a un gol en un partido en tres ocasiones. Apareció en las cinco eliminatorias de la FA Cup de la temporada 1888–89 e incluso anotó en una ronda anterior. Jugó como lateral izquierdo en la final de la FA Cup de 1889 que Preston North End ganó 3-0, derrotando al Wolverhampton Wanderers logró así el primer doblete de Liga y FA Cup en la primera temporada que pudo ser ganada. Holmes ganó medallas de campeón de Liga y FA Cup.
Hizo siete apariciones con Inglaterra, todas como lateral izquierdo, y nunca estuvo del lado perdedor. Fue nombrado capitán de Inglaterra contra Gales el 13 de marzo de 1894 y llevó a su equipo a una victoria por 6-0. Más tarde se convirtió en presidente de la Unión de Jugadores de Fútbol, se retiró al final de la temporada 1899-1900, pero se mantuvo en los libros del club como aficionado. De hecho, jugó el último de sus 300 partidos en el Boxing Day de 1902, cuando North End perdió 2-0 ante el Manchester City. Marcó solo un gol en la Liga, en 1895. 
Al colgar las botas, comenzó a arbitrar, pero en diciembre de 1903 renunció a su cargo después de asegurarse un negocio en el centro de la ciudad de Preston. En abril de 1908 fue nombrado entrenador del equipo internacional amateur de Inglaterra para jugar en Bélgica y Alemania durante la Pascua de ese año.
Después de retirarse como futbolista, Holmes se convirtió en entrenador y fue entrenador / gerente cuando Blackburn Rovers ganó su primer título de liga en 1912.
Holmes pasó a ser conocido como el último de los Invencibles cuando era el único miembro superviviente del club de la final de la FA Cup 1889 cuando el Preston llegó a la final de 1954.